# Sourdeval

Sourdeval este o comună în departamentul Manche, Franța. În 1 ianuarie 2018 avea o populație de 2.716 de locuitori.